# Toros célebres

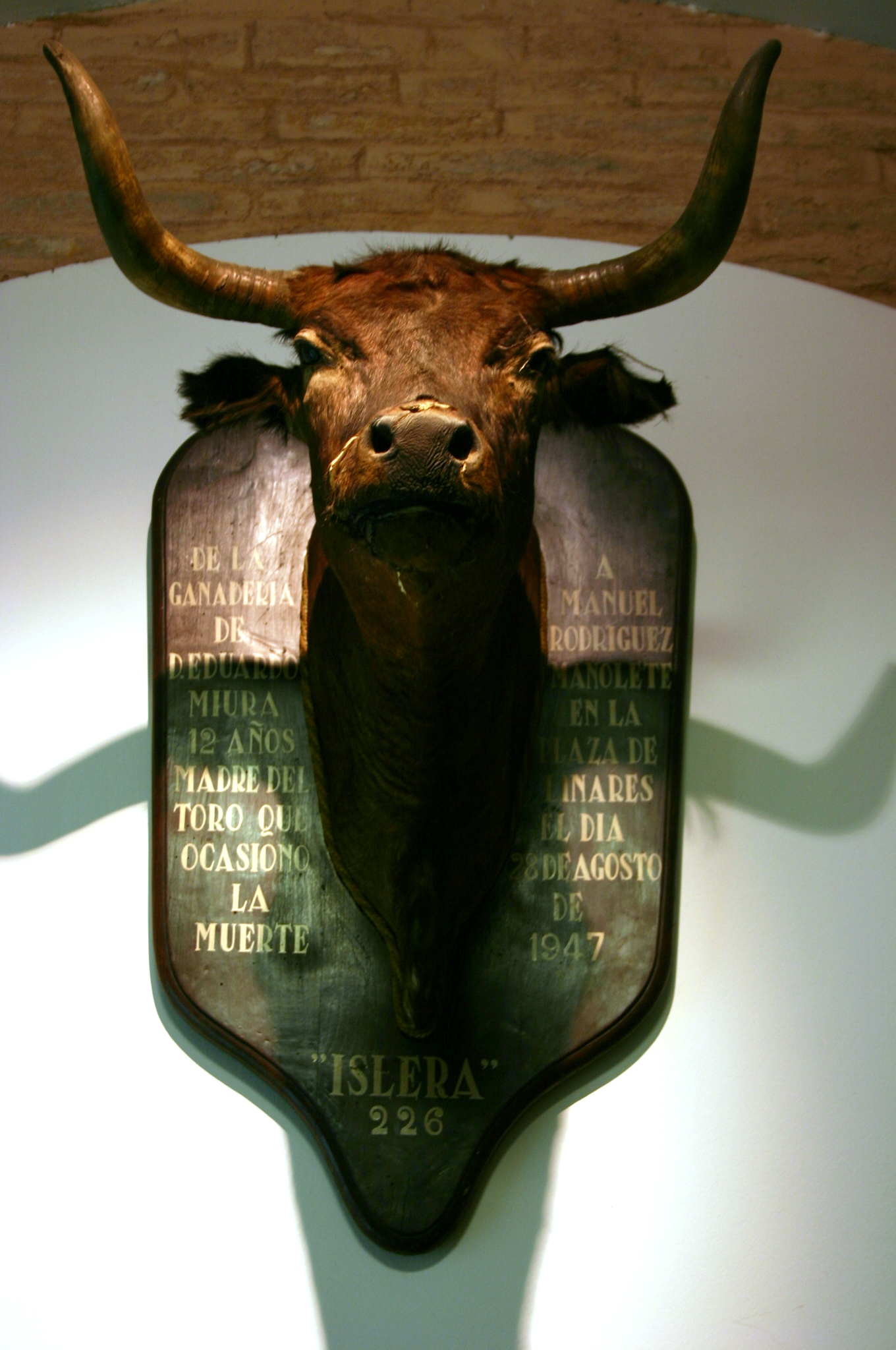
Cabeza de Islera, madre del toro que corneó mortalmente a Manolete. Museo de la Maestranza, Sevilla.

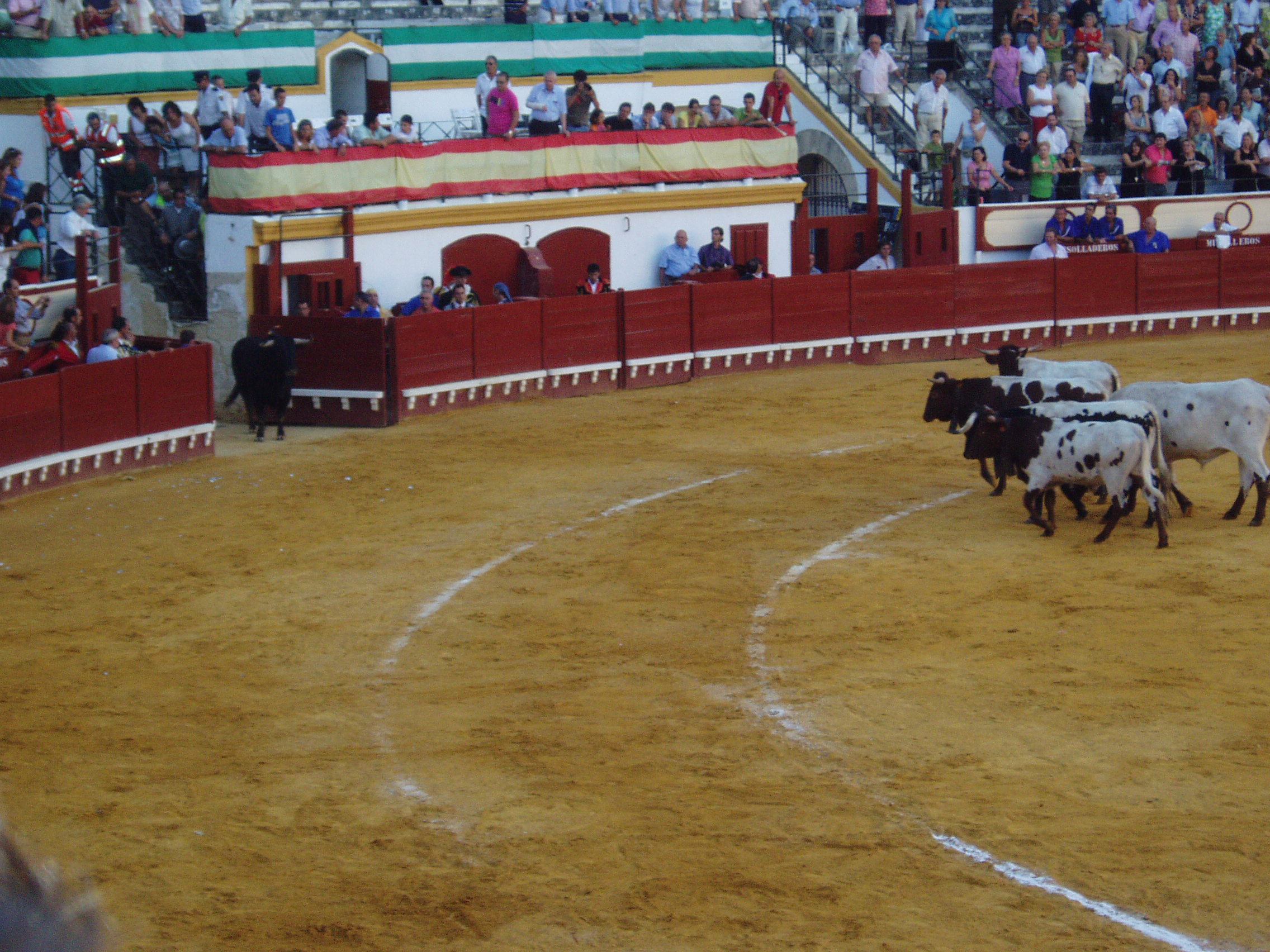
Insensato de la ganadería del Marqués de Domecq, en el momento de ser devuelto a los corrales de la Real plaza de toros de El Puerto de Santa María. Este toro, lidiado por el diestro murciano Pepín Liria, fue indultado por su bravura durante la corrida goyesca del 15 de agosto de 2008.

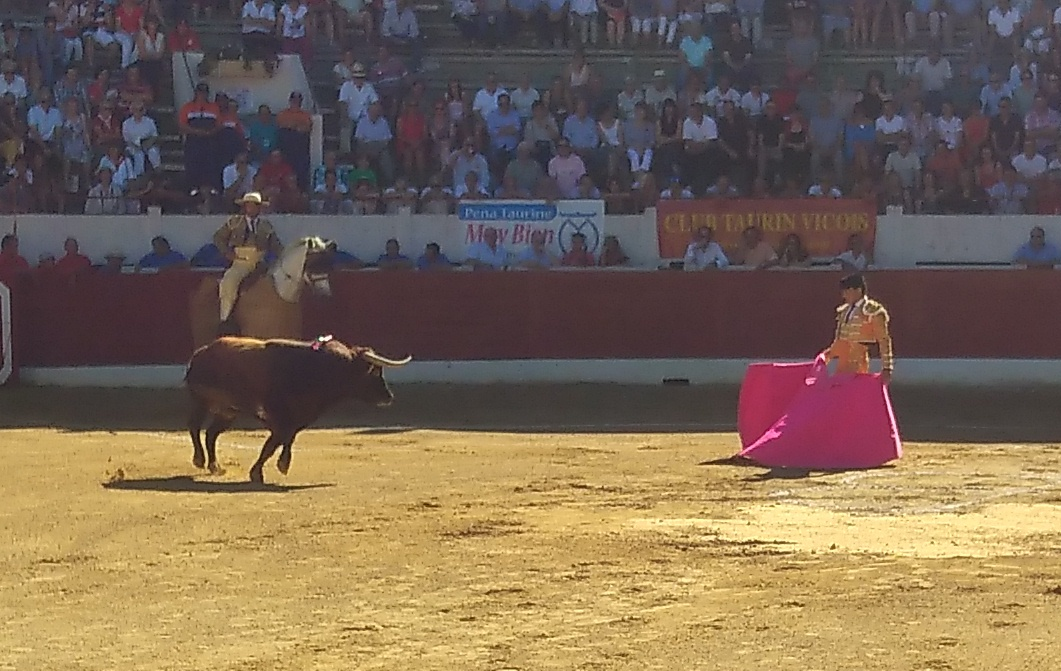
El diestro Iván Fandiño, conocido como el León de Orduña, murió tras ser corneado por el toro "Provechito", n.º 53, de la ganadería de Baltasar Ibán

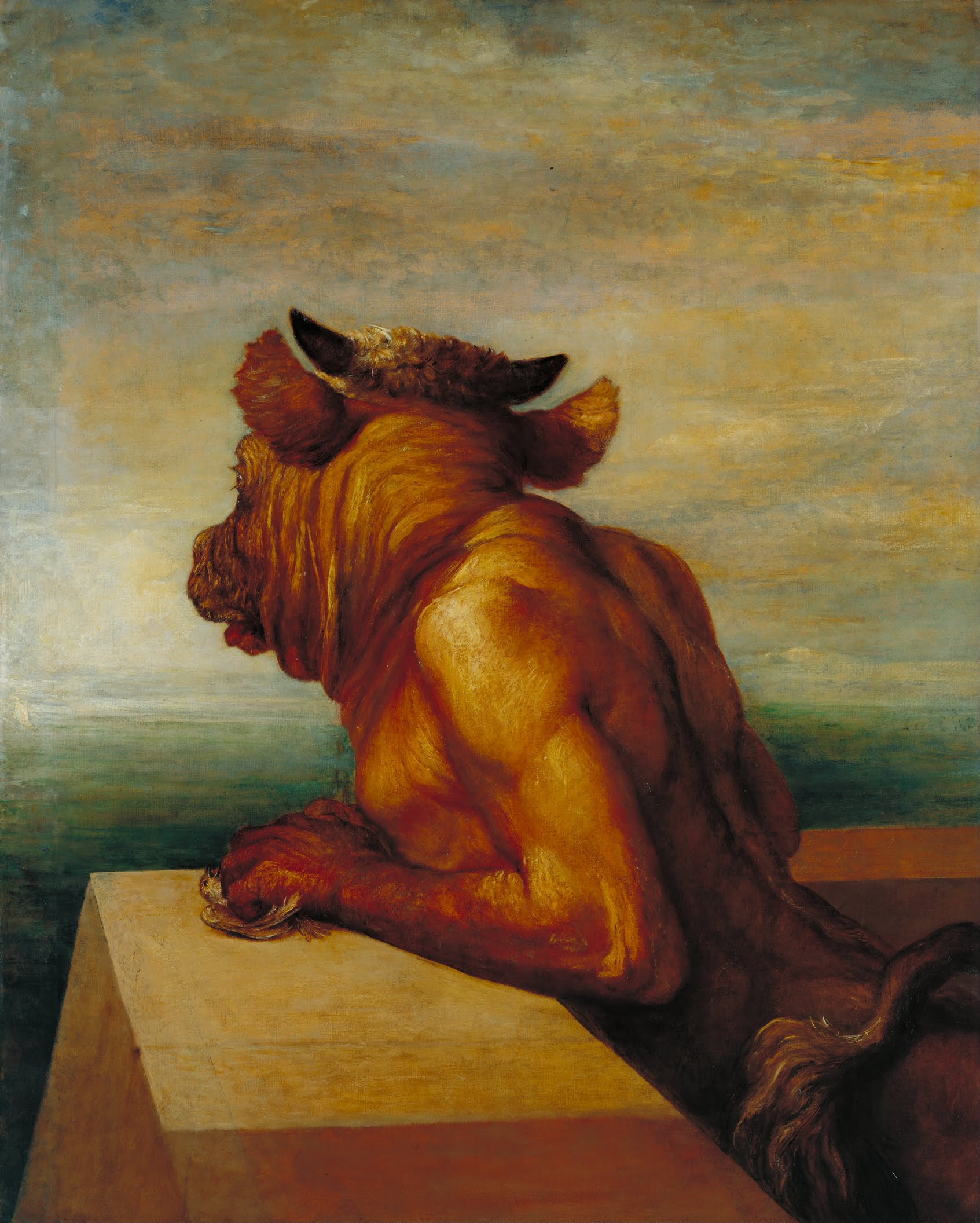
George Frederic Watts - The Minotaur

En la historia de la tauromaquia ha habido algunos toros célebres que han sido recordados por diferentes motivos, toros que han sido los protagonistas de grandes faenas en el ruedo, toros indultados por su trapío y bravura,  toros que han herido al torero o han causado la muerte del diestro que se les enfrentó.
Por otra parte otros toros han alcanzado celebridad por formar parte de la mitología y culturas desde la egipcia con Dios Apis, la griega con Zeus quien se convertía en toro, la minoica del rey Minos y el Minotauro o la hinduista con Nandi, el toro de Siva, entre las muchas muestras en las que el toro ha sido el protagonista en las diferentes culturas.

## El toro de lidia célebre
En tauromaquia se considera que un toro de lidia es célebre porque ha pasado a la historia por su excelente comportamiento en ruedo en el que la res ha mostrado unas excelentes condiciones para la lidia y una bravura excepcional, bien fuese en el caballo en el tercio de varas, en el que destacaron por el número de puyazos o varas tomadas por el toro. Corresponden la mayoría  a toros lidiados antes del siglo XX; bien por la bravura y las características mostradas durante la lidia, o bien porque pasó a la historia por ser quien dio muerte a un torero en el ruedo. 
Excepcionalmente hay toros que han pasado a la historia por circunstancias ajenas a la de su lidia, por ejemplo toros que pudieron escaparse en el traslado o que fueron recordados por hechos relacionados con otro tipo de festejos ajenos a las corridas de toros. La lista de toros célebres es amplia y ha sido publicada por diferentes autores como Leopoldo Vázquez en su obra Curiosidades taurómacas dedicada solo a los toros célebres hasta el siglo XIX, por José Silva Aramburu Pepe Alegrías en su obra Enciclopedia taurina quien cita los ciento cincuenta más destacados hasta 1960 o José María de Cossío, historiador taurino, que en su obra Los toros (Cossío) dedica un capítulo completo con más de ochenta páginas en las que detalla el nombre, la ganadería, la fecha y la razón por la que el toro es recordado.

## Toros que han matado al torero
Más de setenta y cinco toreros han muerto como consecuencia de las heridas recibidas durante su faena. Algunos han muerto en la plaza de toros, y otros han fallecido al ser trasladados a la enfermería o a un hospital o con posterioridad.
Entre los toros que han matado al torero, se destacan los siguientes, especialmente por el renombre del torero:
- Avioncito, novillo utrero de la ganadería del Conde de la Maza, de 458 kg de peso, lidiado el 13 de septiembre de 1992 en la plaza de toros de la Maestranza de Sevilla. Hirió mortalmente en el pecho al banderillero Ramón Soto Vargas, falleciendo horas después en la enfermería de la plaza.[11]
- Avispado, toro de la ganadería de Sayalero y Bandrés, lidiado el 26 de septiembre de 1984 en la plaza de toros de Pozoblanco, Córdoba. Hirió gravemente a Francisco Rivera "Paquirri", quien falleció en el traslado a un hospital cordobés a consecuencia de las heridas.[12]
- Bailador, lidiado el 16 de mayo de 1920 en Talavera de la Reina, de la ganadería de la Viuda de Ortega, negro y burriciego —con defecto de visión— cogió gravemente en el vientre a Joselito el Gallo. El torero murió en la enfermería de la plaza.[13]
- Barbudo, negro zaíno, de la ganadería de José Gabriel Rodríguez, lidiado en séptimo lugar el 11 de mayo de 1805 en Madrid. Cogió mortalmente en el pecho a José Delgado, Pepe Hillo. Hay quienes sostienen que Pepe Hillo había elegido el toro personalmente en el encierro para lidiarlo. El momento de la cogida fue plasmado en uno de los grabados de Francisco de Goya.[14]
- Bellotero, lidiado el 2 de septiembre de 1934, en Granada.  El toro, de la ganadería de Rufino Moreno Santamaría, era berrendo en negro, e hirió mortalmente al torero granadino Miguel Morilla "El Atarfeño", seccionándole la arteria femoral y la vena safena durante la faena de muleta.[15]
- Bombito, toro de la ganadería de Guadalest, el día 21 de abril de 1922 cogió fatalmente a Varelito en la Plaza de toros de Sevilla.[16]
- Burlero, toro de la ganadería de Marcos Núñez, lidiado el 30 de agosto de 1985 en Colmenar Viejo. De una cornada hirió en el corazón a José Cubero Sánchez, El Yiyo, quien falleció casi en el acto a consecuencia de la cornada.[17]
- Cascabel, toro de la ganadería de Don Luis Frías Piqueras, el día 25 de julio de 1971 en la plaza manchega de Villanueva de los Infantes asestó una cornada a José Mata que provocó su fallecimiento dos días después.[18]
- Castellano, colorado, de 575 kg, lidiado el 13 de julio de 1995 en la Plaza de toros de Pamplona; hirió de muerte en el encierro al corredor americano Matthew Peter Tassio.[19]
- Cobijero, toro de la ganadería mexicana de Piedras Negras, lidiado el 29 de diciembre de 1940 por José González "Carnicerito" en la plaza de El Toreo, en México D.F. Mientras el diestro pedía el oportuno permiso a la presidencia, el astado hizo ademán de arrancársele, pero Alberto Balderas, que alternaba esa tarde junto a "Carnicerito", se fue hacia el animal para evitar la cogida; Balderas intentó pegarle un capotazo, pero Cobijero no siguió el engaño y acabó embistiendo a Balderas, infligiéndole una cornada en el hígado, falleciendo casi en el acto.[20]
- Corucho, lidiado el 30 de abril de 1899, de la ganadería de Pablo Romero, que hirió gravemente a Francisco Aparici "Fabrilo" en la Plaza de toros de Valencia, causándole la muerte días después del percance.[21]
- Cubatisto, toro negro zaíno de la ganadería de Atanasio Fernández, lidiado el 1 de mayo de 1992 por José Mari Manzanares. Hirió mortalmente en el tórax al banderillero Manolo Montoliu en la Maestranza de Sevilla, que falleció casi en el acto en la enfermería.[22]
- Fandanguero, toro de la ganadería de Graciliano Pérez-Tabernero, lidiado el 31 de mayo de 1931 en la plaza de toros de las Ventas por Francisco Vega de los Reyes "Gitanillo de Triana". El animal le infligió al torero tres gravísimas cornadas, de las que murió casi tres meses después, el 14 de agosto de ese mismo año.[23]
- Farolero, toro de la ganadería de Concha y Sierra, lidiado el 18 de mayo de 1941 en la plaza de las Ventas. Hirió gravemente en el tórax al torero sevillano Pascual Márquez, atravesándole la pleura y rompiendo el pericardio. Permaneció durante doce días en la enfermería de la plaza, sin poder ser trasladado a un hospital, hasta que falleció el día 30 de mayo a consecuencia de las complicaciones del percance.[24]
- Granadino, de la ganadería de Ayala, lidiado el 11 de agosto de 1934 en Manzanares (Ciudad Real) y que hirió fatalmente a Ignacio Sánchez Mejías.[25]
- Islero, de la ganadería de Miura, lidiado el 28 de agosto de 1947, en Linares (Jaén). Hirió gravemente al torero Manuel Rodríguez Manolete en el triángulo de Scarpa, causando daños en la femoral y vena safena del diestro, que falleció unas horas después, en la madrugada del 29 de agosto a consecuencia de las heridas.[26]
- Jocinero, lidiado el 20 de abril de 1862 en Madrid. Recibió 18 varas, pero en la primera vara corneó a José Rodríguez, Pepete, al que le clavó sus cuernos en el corazón.[27]
- Lengueto,  de la ganadería de Camará, lidiado el 27 de mayo de 1897 en Valencia. Corneó fatalmente a Julio Aparici Pascual "Fabrilo" tras la colocación de las banderillas, falleciendo tres días después.[28]
- Lorenzo, lidiado el 9 de julio de 2016, de pelo negro y 529 kilos, de la ganadería de Los Maños. Asestó una cornada en el tórax al diestro Víctor Barrio, quien murió en la enfermería de la Plaza de toros de Teruel.[29]
- Perdigón, toro de la ganadería de Miura, colorado ojo de perdiz, lidiado el 27 de mayo de 1894 en Madrid. Corneó mortalmente en el vientre al sevillano Manuel García Cuesta "El Espartero"; el torero murió 20 minutos después en la enfermería.[30]
- Pan Francés, de la ganadería de Guaname, lidiado el 1 de mayo de 2016. Embistió y lanzó al aire a Rodolfo Rodríguez El Pana, en Lerdo, Durango (México), que falleció tras 32 días de hospitalización.[31]
- Pocapena, de la ganadería de Veragua, lidiado el 7 de mayo de 1922 en Madrid. Cogió a Manuel Granero en el muslo al entrar a matar, asestándole después una cornada en el ojo, causándole la muerte en el acto.[32]
- Provechito, lidiado el 17 de junio de 2017, herrado con el número 53, de la ganadería de Baltasar Ibán. Hirió mortalmente al torero vasco Iván Fandiño en la plaza de toros de Aire-sur-l'Adour (Francia), quien intervino en los quites del toro correspondiente a Juan del Álamo.[33]
- Ratón, toro de la ganadería Gregorio de Jesús, de 500 kg de peso; no se sabe con certeza cual fue su primer encierro; mató a tres personas en un plazo de cinco años, convirtiéndose en uno de los toros más peligrosos y temidos.[34]
- Vitola, toro de la ganadería de Arribas Sancho, de 545 kg de peso, lidiado por José Miguel Arroyo "Joselito" en la plaza de toros de las Ventas el 22 de mayo de 1988 durante la feria de San Isidro. Corneó gravemente en el cuello al banderillero Antonio González "El Campeño", falleciendo nueve días después del percance a consecuencia de las heridas.[35]

## Toros que han herido de gravedad al torero
Cada año muchos toreros sufren cornadas serias, pero algunas han llegado a ser muy graves e impactantes, quedando grabadas tanto en la memoria de los toreros como de los aficionados:
- Barrabás, toro de la ganadería de Concha y Sierra, lidiado el 1 de junio de 1857 en la plaza de toros del Puerto de Santa María por Manuel Domínguez "Desperdicios". El astado corneó gravemente en el ojo derecho al torero, quedando el globo ocular prendido fuera de la órbita. Cuando entraba a la enfermería, se cuenta que les dijo a los médicos estos no son más que desperdicios, tomando de ahí su nombre artístico.[36]
- Navegante, toro cárdeno claro de la ganadería mexicana de Pepe Garfias, de 473 kg de peso, lidiado el 24 de abril de 2010 en plaza de toros de Aguascalientes por José Tomás. El animal hirió de extrema gravedad en el triángulo de Scarpa al diestro madrileño, tanto que estuvo a punto de fallecer en la misma plaza; necesitó la transfusión de 11 litros de sangre. El parte médico rezaba: Herida de 20 centímetros de longitud con varias trayectorias en la cara anterior del tercio superior del muslo izquierdo, que interesa piel, tejido celular subcutáneo y masa muscular, seccionando la arteria femoral profunda, laceración de la arteria femoral superficial y laceración de la vena femoral superficial. Provocó un shock hipovolémico gravísimo que puso en peligro la vida del diestro.[37][38]
- Opíparo, toro jabonero de la ganadería de Juan Pedro Domecq, de 530 kg de peso, herrado con el n.º 181. El 21 de mayo de 2010, durante la feria de San Isidro, hirió de gravedad a Julio Aparicio, penetrando el pitón por el cuello y asomándolo por la boca. El parte médico señalaba lo siguiente: Herida en región submandibular con una trayectoria ascendente que penetra la cavidad bucal, atraviesa la lengua y alcanza el paladar, con fractura del maxilar superior. Pronóstico muy grave que le impide continuar la lidia.[39]
- Sigiloso, toro de la ganadería de Montalvo, de 544 kg de peso, lidiado por Enrique Ponce en la plaza de toros de La Misericordia en Zaragoza el 13 de octubre de 2019. El toro hirió de forma espeluznante al banderillero Mariano de la Viña, cuando este trataba de pegarle un capotazo para sacarlo del caballo. Recibió dos cornadas, una en el triángulo de Scarpa con dos trayectorias de 15 y 27 cm, y la segunda en el glúteo con una trayectoria de 12 cm, además de un traumatismo craneoencefálico. Según el doctor Carlos Val-Carreres, cirujano jefe de la plaza, el banderillero entró en la enfermería en situación cataclísmica inconsciente, sin pulso y sin reflejos. El parte médico firmó como muy grave el percance.[40][41]
- Traidor, toro negro burraco de la ganadería de Albarreal, lidiado en Huesca el 10 de agosto de 2015. Era el cuarto toro de la primera de la feria de San Lorenzo, el segundo del lote de Francisco Rivera Ordóñez; al intentar pegar un lance capotero, el toro prendió a Rivera en el bajo vientre, causándole importantes destrozos. Rápidamente fue llevado a la enfermería de la plaza, donde fue operado por el Dr. Enrique Crespo. El parte médico señaló: Herida por asta de toro en región supra púbica y fosa ilíaca derecha con un trayectoria transversal de unos 25 centímetros hacia la izquierda con desgarro de la musculatura de la pared abdominal, que atraviesa el músculo oblicuo mayor y el transverso del abdomen". "Penetra", también, "en cavidad abdominal y contunde la arteria ilíaca, diseca colon ascendente y llega al espacio retro peritoneal, desgarrando el músculo psoas, disecando la aorta y alcanzando el cuerpo vertebral L3. Pronóstico muy grave que le impide continuar la lidia. El Fandi tuvo que hacerse cargo de la lidia por el percance de su compañero.[42]

## Toros célebres por la bravura mostrada en su lidia y la destreza del torero
Algunos toros han alcanzado celebridad por la bravura que demostraron en el ruedo durante la faena que realizó el torero en su lidia:
- Atrevido, toro ensabanado de la ganadería de Osborne, de 486 kg de peso, lidiado en la plaza de toros de las Ventas el 15 de mayo de 1966 por Antonio Chenel Antoñete. El toro permitió al maestro realizar una de las mejores faenas que se han visto en el ruedo venteño, conociéndose como la "faena del toro blanco".[44]
- Caramelo, toro colorado con ojos de perdiz y ocho años de la ganadería del Marqués de Saltillo que se lidió en Cádiz el 17 de junio de 1867. Rompió  cuatro garrochas de las 27 varas que recibió y mató a nueve caballos. Fue picado por Juan Gallardo (padre) que resultó herido en una de las caídas del caballo y por Pinto y Curro Calderón; en banderillas Nicolás Baró y Mateo López se enfrentaron a un toro resabido, fue lidiado por José María Ponce y Almiñana. A pesar de la petición de indulto para el astado, este no fue concedido, el diestro resultó herido levemente al entrar a matar.[45]
- Carretero, lidiado en Barcelona  el 22 de agosto de 1875 por Rafael Molina, Lagartijo tras permanecer más de dos meses en los corrales de la plaza de toros del Torín en una faena que recibió una de las mayores ovaciones que se dieron en Barcelona a un torero y toro.[46]
- Chicuelo' , alcanzó su fama por la memorable faena que realizó el torero José María Martorell Navas, al enfrentarlo el 24 de octubre de 1948. Por su desempeño se le concedieron a Navas dos orejas, el rabo y una pata de Chicuelo.
- Escritor, toro de la ganadería de Juan Pedro Domecq, lidiado en quinto lugar el 17 de junio de 1960, en la Plaza de toros de Granada por parte del diestro rondeño Antonio Ordóñez. El animal fue de excepcional bravura, "noble y con poder", por lo que terminó siendo premiado con la vuelta al ruedo. Al término de la faena, el diestro invitó al ganadero, en reconocimiento por la bravura de "Escritor" a dar la vuelta al ruedo junto a él, que cortó dos orejas y rabo.[47]
- Hortelano, toro de ocho años de la ganadería de Manuel Francisco Ziguri (encaste vazqueño) fue lidiado y estoqueado con gran éxito por Rafael Molina, Lagartijo el 16 de agosto de 1869 en la plaza de toros de Badajoz; se conserva la cabeza disecada de Hortelano en el Museo Municipal Taurino de Córdoba.[46]
- Jabatillo, toro de la ganadería de Alcurrucén, colorado, de 525 kg de peso, lidiado por Sebastián Castella en Madrid el 27 de mayo de 2015 durante la feria de San Isidro. El animal demostró una gran bravura y nobleza durante la lidia, permitiendo a Castella una gran faena; el toro fue premiado con la vuelta al ruedo y Castella le cortó las dos orejas.[48]
- Ratón, toro negro, sobrero de la ganadería de José Larceda Pinto Barreiros, número 242, lidiado en Madrid el 6 de julio de 1944 (corrida de la prensa) por Manolete en una faena de muleta en la que el toro mostró unas extraordinarias condiciones para la lidia otorgando con ello uno de los mayores triunfos que obtuvo Manolete en el ruedo.[49]
- Ligerito, toro negro de cinco años de la ganadería de Domingo Hernández, lidiado en cuarto lugar por Morante de la Puebla en la Plaza de toros de Sevilla el 26 de abril de 2023, que le permitió al diestro por su bravura y buena clase en la muleta conseguir las dos orejas y el rabo, tras 52 años sin cortarse un rabo en Sevilla, siendo el toro premiado con la vuelta al ruedo.[50]

## Toros célebres indultados por su bravura y trapío
A petición del torero y siempre que sea solicitado mayoritariamente por el público y muestre su conformidad el ganadero o mayoral de la ganadería a la que pertenezca la res, antes de dar muerte al toro, y solo en casos de extraordinaria bravura, porte y trapío, el presidente de la corrida de toros puede conceder el indulto del toro, enseñando un pañuelo naranja, en cuyo caso no se mata al toro sino que se les devuelve a los corrales para que, una vez curado de las heridas, regrese al campo como semental. El indulto concedido al toro es otorgado cuando por las condiciones de bravura observadas especialmente durante el comportamiento del toro en el tercio de varas y en la faena de muleta, lo merecen, junto a la bravura se valoran también el trapío de la res; está regulado en el artículo 83 de reglamento taurino:
- Arrojado, toro de la ganadería de Núñez del Cuvillo, indultado en la sexta corrida de la Feria de Abril de Sevilla celebrada el 30 de abril de 2011 por José María Manzanares. Fue el primer toro indultado en la plaza de la Maestranza.[53] Actualmente, la cabeza de Arrojado se conserva en el Museo Taurino de la plaza.[54]
- Azulejo, toro de la ganadería de Romero Balmaseda, primer toro indultado en la plaza de toros del Puerto de Santa María (Cádiz), lidiado el 24 de junio de 1857. Recibió 23 varas de mano y mató nueve caballos.[55][56]
- Belador, toro de la ganadería de Victorino Martín, indultado en la Corrida de la Prensa celebrada el 19 de julio de 1982, toreado por el diestro José Ortega Cano. Es el único toro indultado en la plaza de toros de las Ventas.[57]
- Cobradiezmos, toro de la ganadería de Victorino Martín, indultado en la undécima corrida de la Feria de Abril de Sevilla celebrada el 13 de abril de 2016, toreado por Manuel Escribano. Se trata del segundo toro indultado en la plaza de la Maestranza.[58]
- Copo de Nieve, toro de la ganadería mexicana de Reyes Huerta, color cárdeno claro, indultado por el rejoneador Andy Cartagena en la Monumental de México el 12 de febrero de 2018 durante la Temporada Grande. Fue el primer toro indultado en rejones en la historia del Coso de Insurgentes.[59]
- Cortesano, toro de la ganadería de Daniel Ruiz, indultado en la plaza de toros de Granada el 1 de junio de 2002, toreado por el diestro David Fandila, El Fandi, herrado con el n.º 31, de capa negra y 598 kg. La faena realizada al astado supuso un punto de inflexión en la carrera del torero granadino, a partir de la cual empezó a consagrarse como figura del toreo.[60]
- Fanfarria, toro de la ganadería de Daniel Ruiz, negro de capa, de 479 kg de peso y herrado con el n.º 23, indultado por El Juli en la plaza de toros de Valladolid el 9 de septiembre de 2017. Fue el primer toro indultado en la capital castellano-leonesa desde 1906.[61]
- Filósofo, toro del hierro de Olga Jiménez, indultado por Enrique Ponce en la plaza de toros de La Condomina de Murcia el 14 de septiembre de 2014, siendo el cuarto toro que ha indultado el diestro valenciano en el coso murciano.[62][63][64] Ha sido, además, el primer toro indultado de este hierro de los Hnos. García Jiménez.
- Gastasuelas, toro de la ganadería del Marqués de Domecq, indultado por Antonio Ferrera en Albacete el 15 de septiembre de 2006. Fue el primer indulto en 38 años en la plaza albaceteña, tras indultarse un toro del Conde de la Corte en 1968 por Carnicerito de Úbeda.[65][66]
- Gitanito, toro de la ganadería de Torrestrella, de 485 kg de peso, indultado por Dámaso González el 28 de julio de 1993 en la plaza de toros de Valencia. Fue el primer toro indultado en la historia del coso de la calle Xàtiva.[67]
- Gordito, toro de la ganadería de López Cordero lidiado por Rafael Molina, Lagartijo el 20 de junio de 1869 en la Real plaza de toros del Puerto de Santa María, recibió un total de treinta varas de los picadores y fue indultado a petición del público, la res murió en los corrales a consecuencia de las heridas recibidas. La lidia estuvo a cargo de los diestros Antonio Carmona El Gordito y Rafael Molina Lagartijo.[46][8][68]
- Idílico, toro castaño e hijo de la vaca Diligencia, de la ganadería de Núñez del Cuvillo, indultado por José Tomás en la Plaza de toros Monumental de Barcelona el 21 de septiembre de 2008.Idílico en el ruedo de la Monumental de Barcelona[69]

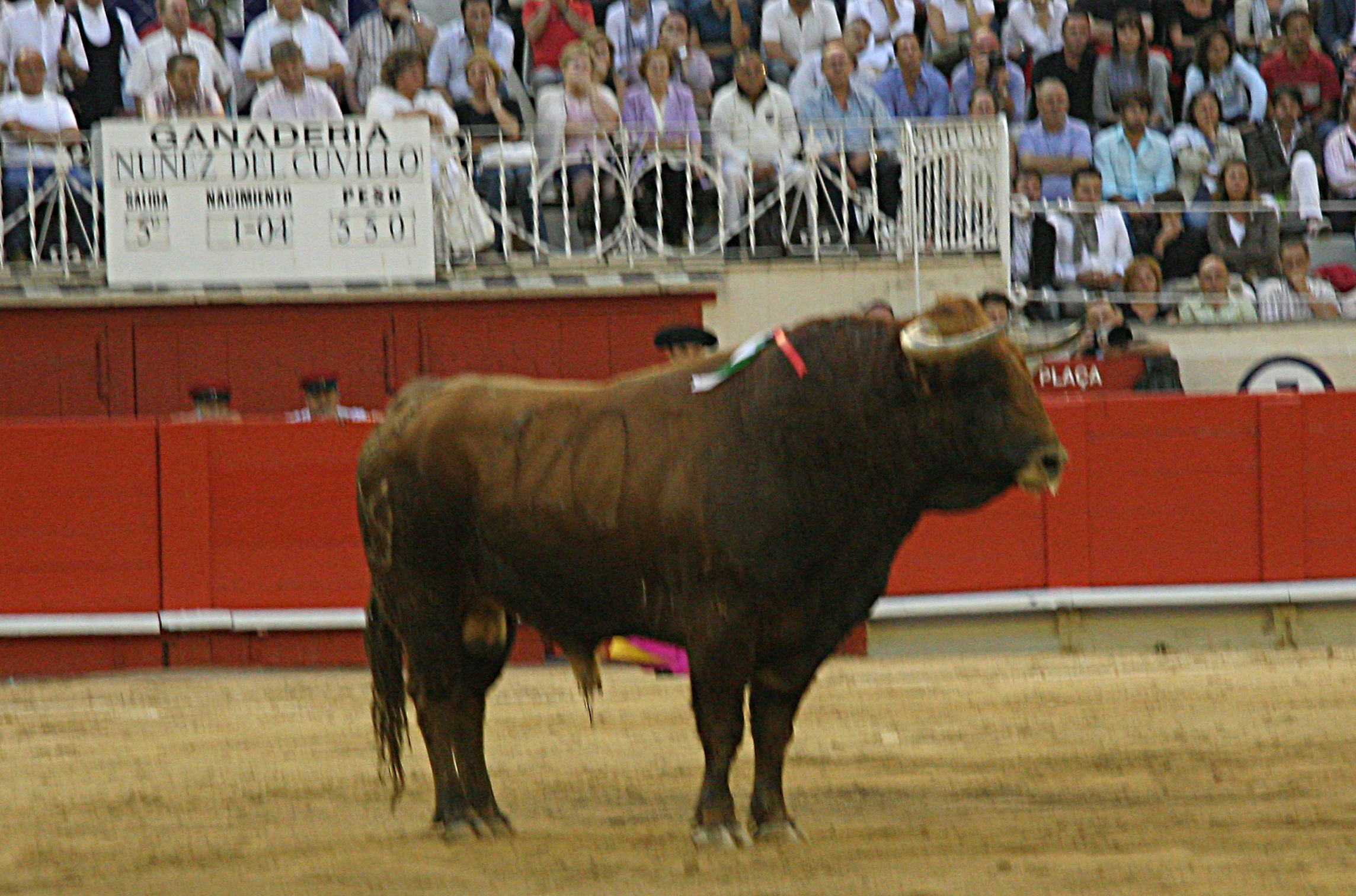
Idílico en el ruedo de la Monumental de Barcelona

- Ingenioso, toro de la ganadería de Vegahermosa, colorado ojo de perdiz, de 530 kg de peso y herrado con el n.º 19. Juan Bautista lo indultó en la plaza de toros de Arlés el 7 de septiembre de 2019; fue, además, el último toro de la carrera del torero francés.[70]
- Insensato, toro de la ganadería del Marqués de Domecq, herrado con el n.º 55, de 510 kg de peso, hijo de la vaca Jabalina. El diestro Pepín Liria lo indultó el 15 de agosto de 2008 en la plaza de toros de El Puerto de Santa María.[71]
- Jaraiz, toro de la ganadería de Juan Pedro Domecq, negro mulato chorreado, de 554 kg de peso, indultado por Enrique Ponce en la corrida picassiana de Málaga el 17 de agosto de 2017. Fue el segundo indulto en la historia de la plaza de la Malagueta, el primero como plaza de 1.ª categoría.[72]
- Laborioso, novillo utrero de la ganadería del Marqués de Albaserrada, indultado en Sevilla el 12 de octubre de 1965 por el novillero Rafael Astola. Fue el primer novillo indultado en la plaza de toros de La Maestranza.[73][74][75]
- Llavero, toro de la ganadería de Carriquiri, indultado en Zaragoza el 14 de octubre de 1860. Tomó 53 puyazos y mató 14 caballos de picar; su cabeza se conserva en el club taurino de Pamplona.[76][77][78]
- Madroñito, toro de la ganadería de Adolfo Martín, herrado con el n.º 2, de 511 kg de peso, indultado por Manuel Jesús "El Cid" en la plaza de toros de Santander el 30 de julio de 2016. Madroñito se convirtió en el primer toro indultado en la historia del coso de Cuatro Caminos.[79]
- Manzanito, toro de la ganadería de Murube, negro zaíno de capa, herrado con el n.º 6. Fue indultado por Salvador Sánchez “Frascuelo” en la Maestranza de Sevilla el 9 de junio de 1887.[80][81]
- Marquito, toro de la ganadería de Ana Romero, indultado en plaza de toros de Granada el 3 de junio de 1994, toreado por el diestro José Ortega Cano. Este astado, de pelo cárdeno y 478 kg de peso, ha sido uno de los ejemplares más bravos lidiados en el coso granadino y cuya faena, aún hoy entre los aficionados, es muy recordada.[82]
- Medilonillo, toro de la ganadería del Pilar, indultado por Juan Antonio Ruiz “Espartaco” en la feria de Hogueras de Alicante de 1999. Fue el primer toro indultado en la historia de la ganadería.[83]
- Miraflores:, n.º 216, de 539 kilos, de la ganadería de Núñez del Cuvillo, indultado por Daniel Luque el 12 de junio de 2009 en la plaza de toros de Granada. Aquella tarde el torero de Gerena salió a hombros junto a José Tomás tras haber cortado cuatro orejas y dos rabos.[84]

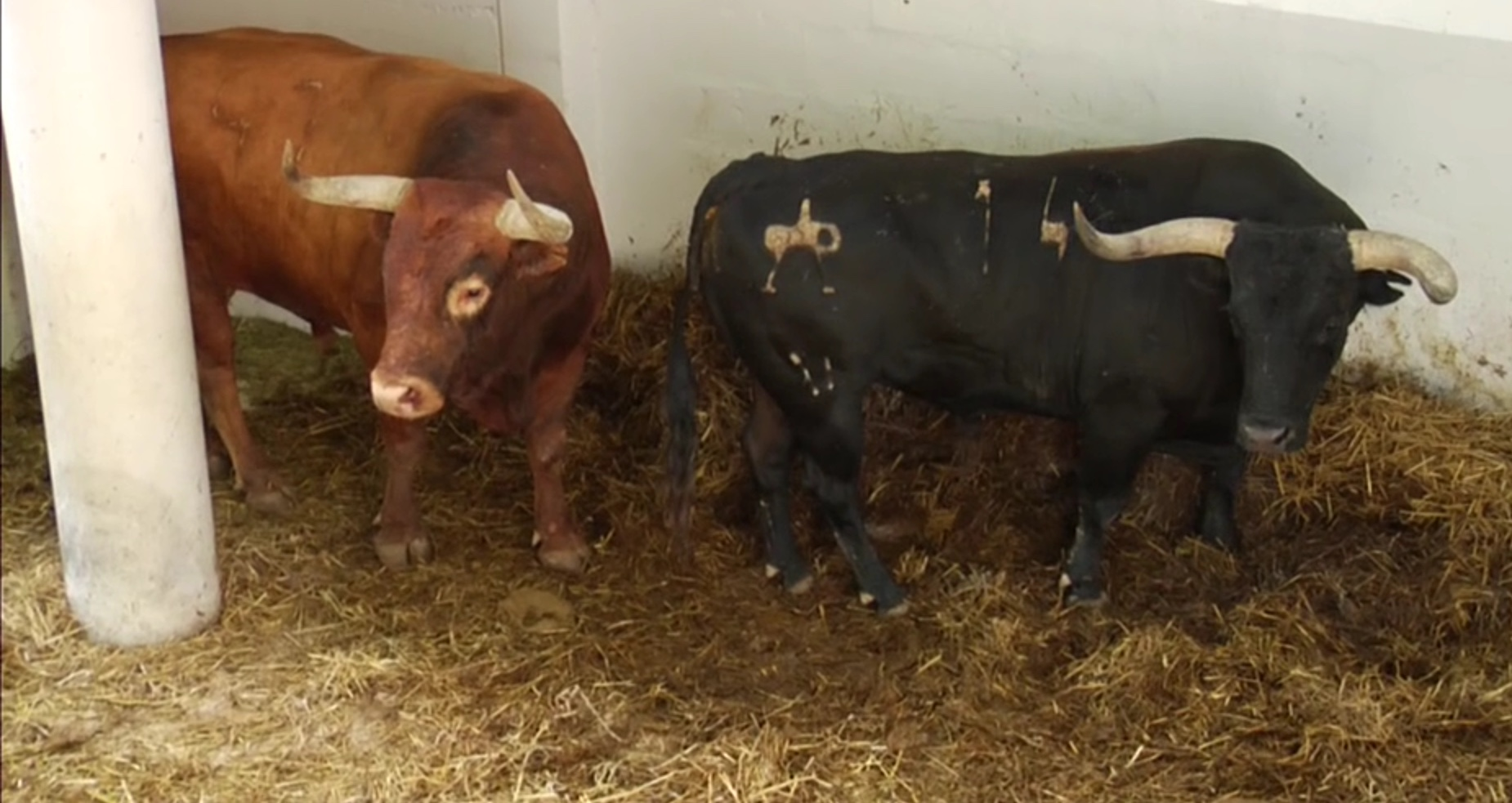
Toros de miura, el castaño muestra la pinta castaña y con ojos de perdiz aportada con «Murciélago» a la ganadería Miura

- Mosquetero, toro de la ganadería de Garcigrande, de 495 kg de peso, herrado con el n.º 23. Fue indultado por el diestro Antonio Ferrera en la plaza de toros de Olivenza (Badajoz) durante la feria taurina de marzo de 2011.[85]
- Murciélago, toro de Joaquín del Val que perteneció al hierro de Pérez Laborda (encaste navarro) Indultado por su bravura en la plaza de toros de los Tejares (Córdoba) el 5 de octubre de 1879 donde fue lidiado por Rafael Molina Lagartijo. Murciélago fue regalado a Antonio Miura quien aportó el semental a un número limitado de vacas, origen de los ojos de perdiz característicos en algunos de los miura.[46] Lamborghini empleó los nombres de diferentes toros célebres en sus deportivos, entre ellos destacó el modelo fabricado entre 2001 y 2010: el Lamborghini Murciélago homenaje que surge de la pasión por las corridas de toros por parte de Ferruccio Lamborghini, quien dio nombre de toros célebres a varios de los deportivos fabricados por Lamborghini.[86]
- Muroalto, toro de la ganadería de Victorino Martín, de 538 kg de peso, indultado por Juan José Padilla en la plaza de toros de Illumbe el 21 de agosto de 2005. Fue el primer toro, y único hasta la fecha, en ser indultado en la plaza de la capital donostiarra.[87]
- Orgullito, toro de la ganadería de Garcigrande, de 528 kg de peso, indultado en la sexta corrida de la Feria de Abril de 2018 por Julián López "El Juli". Fue el tercer toro indultado en la Maestranza.[88]
- Pasmoso, toro de la ganadería de Domingo Hernández, colorado ojo de perdiz, de 532 kg de peso. Fue indultado por el diestro Alberto López Simón en la última corrida de la Feria de Fallas de Valencia 2017.[89]
- Perdido, toro de la ganadería de Los Espartales, indultado por el rejoneador Diego Ventura en la plaza de toros de La Condomina en Murcia el 17 de septiembre de 2017.[90] Fue un indulto histórico, al ser la primera vez en la historia de la tauromaquia española que se indultaba un toro en una corrida de rejones.[91]
- Pesetero, novillo utrero de la ganadería de Carmen Lorenzo, lidiado por José Ortega Cano en la plaza de toros de La Glorieta en un festival celebrado el 16 de junio de 1987. Fue el primer animal indultado de la ganadería.[92][93][94]
- Pitito, toro de la ganadería de Valdefresno, indultado por Miguel Ángel Perera en la feria de San Antolín de Palencia el 30 de agosto de 2006.[95][96] Fue el primer toro indultado en la historia de la plaza.[97]
- Playero, toro de la ganadería de Murube, indultado por Antonio Reverte en la Maestranza de Sevilla el 18 de abril de 1897, en la tradicional corrida del Domingo de Resurrección.[80] Tenía la particularidad de que se dejaba acariciar y montar, sin embestir nunca a nadie. El 20 de junio del año siguiente fue lidiado en la plaza de toros de Campo Pequeno de Lisboa, desde donde volvió nuevamente a la ganadería.[98][99]
- Quejoso, novillo utrero de la ganadería de Los Maños, de 501 kg de peso, indultado por Varea en el tercer festejo de la Feria del Pilar de Zaragoza 2014. Fue la primera vez que se concedió el indulto a un novillo en la plaza de la Misericordia.[100]
- Tahonero, toro de la ganadería de Miura, indultado en la plaza de la Mulata en Utrera (Sevilla) el 22 de junio de 2019 por Manuel Escribano. Fue el primer toro indultado en la historia de la ganadería, desde su fundación en 1842.[101]

## Toros célebres en la cultura

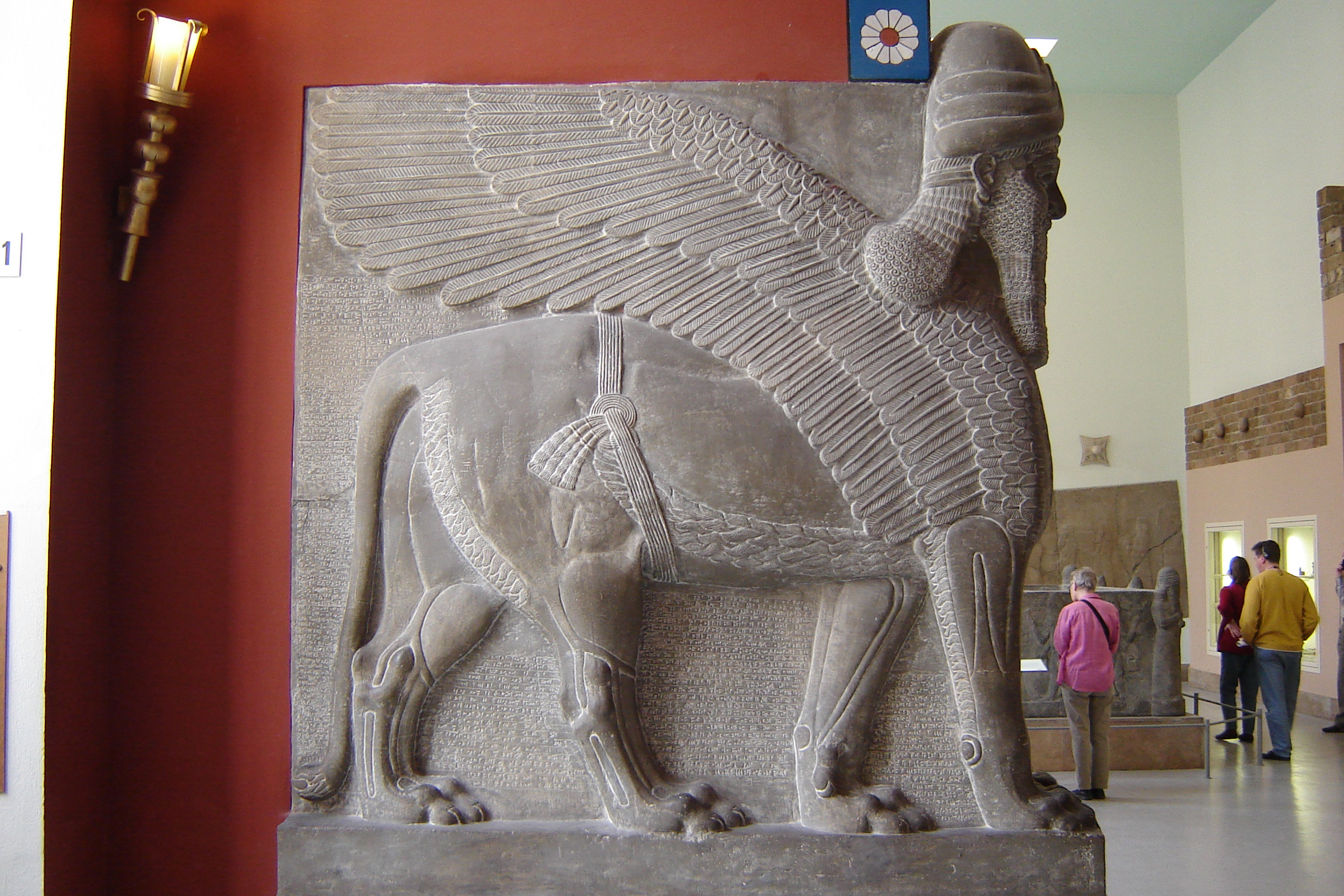
Escultura representando a Lammasu, museo de Pérgamo (Berlín).

- El Minotauro: era un monstruo con cuerpo de hombre y cabeza de toro. Era hijo de Pasífae y el Toro de Creta. Fue encerrado en un laberinto diseñado por el artesano Dédalo,[102] ubicado en la ciudad de Cnosos en la isla de Creta. Por muchos años, siete hombres y otras siete mujeres eran llevados al laberinto como sacrificio para alimentar a la bestia, hasta que Teseo mata al minotauro. Los catorce jóvenes eran internados en el laberinto, donde vagaban durante días hasta encontrarse con la bestia, sirviéndole de alimento.
- Europa: otro de los mitos clásicos que gira en torno a la figura del toro es del rapto de Europa por parte de Zeus. Convertido en un hermoso toro blanco (ensabanado), Zeus raptó a la joven Europa entremezclándose entre el rebaño de toros de que tenía ésta. Montada sobre los lomos del toro, Zeus la llevó hasta Creta, momento en el que éste le reveló su verdadera identidad, y la convirtió en la primera reina de la isla.
- Lammasu: es una divinidad protectora, de la mitología mesopotámica. Consiste en un ser híbrido legendario, que posee cuerpo de toro o león, alas de águila y cabeza de hombre.[103]
- Nandi: es el toro que Shivá monta y el portero de Shiva y Párvati en la mitología hindú. Pero Nandi no sólo es el vehículo del dios, sino que puede considerarse su compañero, de tal manera que en los templos que se veneran a Shivá y Párvati suelen mostrar a Nandi sentado, como una de sus características principales, mirando hacia el lugar más sagrado.
- El Toro de Wall Street (en inglés: Wall Street Bull o Charging Bull, lit. "toro embistiendo"): es una escultura de bronce que pesa 3200 kg creada por Arturo Di Modica situada en el parque Bowling Green cerca de Wall Street en la ciudad de Nueva York. La escultura es un toro, el símbolo de fuerza y poder; doblando sus patas delanteras y con la cabeza ligeramente agachada como si estuviese a punto de embestir, que representa al pueblo norteamericano haciendo frente a los poderes financieros.[104][105][106]